# Plagiochila gracilicaulis
Plagiochila gracilicaulis là một loài rêu trong họ Plagiochilaceae. Loài này được Spruce mô tả khoa học đầu tiên.
Danh pháp khoa học của loài này chưa được làm sáng tỏ. 